# Happy to You
Happy to You es el título del segundo álbum de estudio de la agrupación sueca de indie pop Miike Snow. Fue lanzado el 13 de marzo de 2012 en los Estados Unidos por el sello Downtown Records y en el Reino Unido por Columbia Records. Una edición especial llamada "The Jackalope Edition" contiene dos bonus tracks y versiones remixadas.

## Contenido
El álbum sigue en la línea de su antecesor, conteniendo canciones melancólicas como “God Help This Divorce” y “Enter The Jokers Lair”. También se nota la oscuridad en “Black Tin Box”, un dueto con la artista sueca Lykke Li y canciones pegadizas incorporándole silbidos en “Bavarian #1 (Say You Will)” y “Archipelago”. En fin es un álbum lleno de variantes sonoras, una muestra exclusiva y fiel de lo que es el indie pop hoy en día.

## Sencillos
El primer sencillo que se desprende de este álbum es Paddling Out fue lanzado el 19 de enero de 2012 y estrenado en la BBC Radio 1. Su sucesor es la canción The Wave. Ambos sencillos contiene su respectivo video musical y fueron dirigidos por el sueco Andreas Nillson.

## Lista de canciones
Todas las canciones escritas y compuestas por Christian Karlsson, Pontus Winnberg & Andrew Wyatt. 
| N.º | Título                         | Duración |  |
| 1.  | «Enter the Joker's Lair»       | 3:28     |  |
| 2.  | «The Wave»                     | 3:43     |  |
| 3.  | «Devil's Work»                 | 3:55     |  |
| 4.  | «Vase»                         | 3:40     |  |
| 5.  | «God Help This Divorce»        | 4:32     |  |
| 6.  | «Bavarian #1 (Say You Will)»   | 4:02     |  |
| 7.  | «Pretender»                    | 3:33     |  |
| 8.  | «Archipelago»                  | 4:05     |  |
| 9.  | «Black Tin Box» (con Lykke Li) | 5:33     |  |
| 10. | «Paddling Out»                 | 3:37     |  |

| The Jackalope Edition (Bonus Tracks) |                                         |          |  |
| N.º                                  | Título                                  | Duración |  |
| 11.                                  | «Garden»                                | 3:50     |  |
| 12.                                  | «No Starry World»                       | 4:12     |  |
| 13.                                  | «Devil's Work» (Alex Metric Remix)      | 5:35     |  |
| 14.                                  | «Paddling Out» (Wolfgang Gartner Remix) | 6:08     |  |
| 15.                                  | «Paddling Out» (Carli Remix)            | 6:03     |  |
| 16.                                  | «The Wave» (Style Of Eye Remix)         | 5:02     |  |
| 17.                                  | «Paddling Out» (Jacques Lu Cont Remix)  | 5:46     |  |

Notas
- En la versión digital, la pista 15 aparece la canción "Devil's Work" (Ruben Haze Remix) en lugar de "Paddling Out" (Carli Remix).

## Posicionamiento en listas
| Lista (2012)                   | Mejor posición |
| ------------------------------ | -------------- |
| Canadá (Canadian Albums Chart) | 62             |